# Něvické (hrad)
Něvický hrad (též Něvické, ukrajinsky Невицький замок, maďarsky Nevickei vár) je zřícenina hradu nedaleko Užhorodu v Zakarpatské oblasti na Ukrajině.

## Historie hradu
První zmínka o hradu pochází z roku 1274, kdy byl v majetku uherského krále Ladislava IV. Kumána, podle jiných zdrojů vznikl hrad ve 14. století. Za vlády krále Karla Roberta se Něvické dostalo do majetku rodu Drughetů, kteří hrad v pozdním středověku výrazně rozšířili. V roce 1644 zničil hrad sedmihradský kníže Jiří II. Rákóczi a od té doby pustnul. První pokusy o rekonstrukci hradu proběhly v době československé první republiky. V roce 2021 byly hradní věže rekonstruovány.

## Architektura hradu
V nejstarší fázi hradu byl centrální stavbou archeologicky doložený okrouhlý donjon, který zanikl v průběhu 14. století a byl čtverhranným donjonem. Jádro hradu obklopovala oválná hradba. K výrazným přestavbám došlo za Drughetů na přelomu 15. a 16. století, kdy vznikly nové obytné prostory a opevnění.

## Galerie
- Letecký pohled na hrad
- Hradní věž
- Hrad na československé pohlednici z roku 1920
- Jádro hradu v roce 2017